# He Loves U Not
He Loves U Not é o single de estreia do grupo pop feminino americano Dream, lançado em 2000. Após a assinatura de contrato do grupo com a Bad Boy Records, de Sean Combs ("Diddy"), o quarteto gravou a canção "He Loves U Not" como single de estreia, substituindo a canção "Do U Wanna Dance", "Baby" e "Miss You" que o grupo já havia gravado anteriormente.
Os vocais da canção são de Holly Arnstein com passagem mixadas de Melissa Schuman. Diana Ortiz pode ser ouvida cantando algumas frases em espanhol. Uma versão anterior da canção começava com a voz de uma garota jovem dizendo "He loves me, he loves you not" ("Ele me ama, ele não te ama"), embora esta abertura fosse removida das versões do álbum e single. No entanto, a frase "he loves you not" é ouvida no final da versão do álbum.

## Videoclipe
O videoclipe para a canção foi lançada em 30 de junho de 2000 e foi dirigida por Marcus Raboy. O videoclipe destacou três partes: na primeira, as meninas, vestidas de cor-de-roda, dançou numa sala branca com o logotipo do quarteto piscando como plano de fundo. Na segunda, as meninas dançaram no palco num deserto da Califórnia. Na terceira parte, as meninas seguiam em volta de um quarto branco que girava.
O vídeo estreou na 9ª posição do TRL da MTV americana em 11 de dezembro de 2000. O vídeo chegou à 2ª posição em 29 de março de 2001 e foi retirado da lista após completar 65 dias. Foi o primeiro videoclipe de um grupo inteiramente feminino a ser retirado da listagem da MTV.
A canção é executada do ponto de vista de uma menina enfrentando uma outra menina que está tentando roubar o namorado dela, ao que ela diz à outra garota: "He loves me, he loves you not" ("Ele me ama, ele não te ama").

## Desempenho nas paradas
"He Loves U Not" foi uma canção de sucesso nos Estados Unidos, chegando à primeira posição na Billboard Hot Singles Sales, e em sétimo no Hot 100 Airplay. Apesar das vendas impressionantes, a canção não teve uma massiva execução nas rádios americanas, e não foi capaz de superar a canção "Independent Women Part I", do também grupo feminino Destiny's Child. Com isso, o single alcançou a segunda posição na Billboard Hot 100. "He Loves U Not" também alcançou a décima quinta posição no Hot R&B/Hip-Hop Singles & Tracks. A canção alcanço a 28ª posição no Top 40 de 2001, que lista as melhores canções de um determinado ano. A canção foi certificada como Ouro pela RIAA em 2 de janeiro de 2001.
Este single também foi lançado no Reino Unido, alcançando a 17ª posição no UK Singles Chart em 17 de março de 2001, e permanecendo na parada por sete semanas. Na Austrália, a canção entrou no ARIA Singles Chart em 11 de março de 2001, e permaneceu por três semanas, atingindo a 35ª posição.

## Paradas
| Top (2000)                                              | Melhor posição |
| ------------------------------------------------------- | -------------- |
| Estados Unidos - Billboard Hot 100                      | 2              |
| Estados Unidos - Hot R&B/Hip-Hop Songs                  | 15             |
| Estados Unidos - Billboard Hot Singles Sales            | 1              |
| Estados Unidos - Billboard Top 40 Mainstream            | 3              |
| Estados Unidos - Billboard Latin Tropical/Salsa Airplay | 33             |
| Austrália - ARIA Singles Chart                          | 35             |
| Canadá - Canadian Singles Chart                         | 12             |
| Nova Zelândia - RIANZ Singles Chart                     | 7              |
| Reino Unido - UK Singles Chart                          | 17             |